# Bruno, Asti
Bruno är en ort och kommun i provinsen Asti i regionen Piemonte i Italien. Kommunen hade 311 invånare (2018).